# Chopi Chopi
M/Y Chopi Chopi är en superyacht tillverkad av CRN Yacht i Italien. Hon levererades 2013 till sina ägare, bröderna Najib Mikati och Taha Mikati, libanesiska miljardärer och den förste är också Libanons premiärminister. Superyachten designades exteriört av Paola Zuccon medan Laura Sessa Romboli designade interiören. Chopi Chopi är 80–80,5 meter lång och har en kapacitet på tolv passagerare fördelat på sex hytter. Den har en besättning på 30–33 besättningsmän.